# Beraba spinosa
Beraba spinosa är en skalbaggsart som först beskrevs av Dmytro Zajciw 1967.  Beraba spinosa ingår i släktet Beraba och familjen långhorningar. Inga underarter finns listade.